# Mercuria
Mercuria Energy Group Ltd er en cypriotisk registreret multinational commodity-handelsvirksomhed. De handler energi som olie og gas, endvidere handler de metaller og jordbrugsprodukter. De er er i blandt de største energihandelsvirksomheder i verden. De har handelskontor i Geneve, Schweiz og de er tilstede i 50 lande.
Mercuria blev etableret i 2004 af Marco Dunand og Daniel Jaeggi.